# Linn Söderholm
Linn Söderholm, född 5 maj 1996, svensk friidrottare (hinderlöpning samt medel- och långdistanlöpning). Hon tävlar inhemskt för Sävedalens AIK. Hon tog SM-guld på 3 000 meter hinder 2019, 2021 och 2022.

## Karriär
Söderholm blev uttagen att delta på 800 meter vid Junior-EM i Eskilstuna 2015, men slogs ut i försöken.
Vid U23-EM i Bydgoszcz i Polen i juli 2017 deltog Linn Söderholm på 1 500 meter där hon först tog sig vidare från försöken och sedan i finalen kom in på en fin fjärdeplats. I december 2017 sprang hon i U23-klassen vid terräng-EM i Šamorín, Slovakien och kom in på plats 43.

## Personliga rekord
| Utomhus - 200 meter – 28,18 (Göteborg, Sverige 2 juni 2013) - 400 meter – 59,90 (Lerum, Sverige 18 juni 2014) - 800 meter – 2.05,75 (Karlstad, Sverige 25 juli 2017) - 1 000 meter – 2.49,03 (Göteborg, Sverige 15 juli 2016) - 1 500 meter – 4.10,27 (Stockholm, Sverige 23 augusti 2020) - 2 000 meter – 6.31,17 (Växjö, Sverige 18 september 2011) - 3 000 meter – 9.06,04 (Cluj-Napoca, Rumänien 19 juni 2021) - 5 000 meter – 15.38,14 (Uddevalla, Sverige 30 juni 2024) - 2 000 meter hinder – 6.22,10 (Pliezhausen, Tyskland 5 maj 2024) - 3 000 meter hinder – 9.34,62 (Rom, Italien 7 juni 2024) | Inomhus - 800 meter – 2.09,26 (Växjö, Sverige 26 februari 2017) - 1 000 meter – 2.58,47 (Göteborg, Sverige 5 december 2010) - 1 500 meter – 4.21,19 (Sätra, Sverige 3 februari 2018) - 3 000 meter – 9.21,58 (Uppsala, Sverige 11 februari 2018) |